# Sieniawa (Przeworsk)
Pour les articles homonymes, voir Sieniawa.
Sieniawa est une ville de Pologne, située dans le sud-est du pays, dans la voïvodie des Basses-Carpates. Elle est le chef-lieu de la gmina de Sieniawa, dans le powiat de Przeworsk.

## Géographie
La ville est située à 2 km de la rivière San. Au nord et à l'est se trouvent de |grandes étendues de forêts de Sieniawa, le terrain au nord est vallonné. Au XVIIIe siècle, le lit de la rivière se trouvait à côté de la ville, comme en témoignent les anciens lits de rivière et les zones humides. Au XIXe siècle, le fleuve a été régulé en déplaçant son lit de 1,5 km en moyenne vers l'ouest.

## Personnalités liées
- Anatol Vakhnianyne, compositeur, homme politique y est né.